# Письменный, Михаил Андреевич
Михаил Андреевич Пи́сьменный (8 декабря 1944, Ногинск — 16 декабря 2011, Москва) — русский писатель, переводчик, диктор.

## Биография
Окончил Кудиновский машиностроительный техникум, работал слесарем, токарем, конструктором на разных заводах, а после окончания философского факультета Университета Коменского (Братислава) — диктором и переводчиком на радиостанции Голос России (Иновещание). На радиостанции «Голос России» стал автором цикла передач «Пушкин и словацкая поэзия» — к 200-летию А. С. Пушкина.
С 2008 — редактор прозы альманаха СПМ Кольцо «А».
Член Союза писателей Москвы.
Похоронен на Ногинском городском кладбище № 1.